# (21563) Chetgervais
(21563) Chetgervais est un astéroïde de la ceinture principale d'astéroïdes.

## Description
(21563) Chetgervais est un astéroïde de la ceinture principale d'astéroïdes. Il fut découvert le 19 août 1998 à Socorro (Nouveau-Mexique) par le projet LINEAR. Il présente une orbite caractérisée par un demi-grand axe de 2,79 UA, une excentricité de 0,15 et une inclinaison de 7,8° par rapport à l'écliptique.

## Compléments